# Ausobskya athos
Ausobskya athos is een hooiwagen uit de familie Phalangodidae. De wetenschappelijke naam van Ausobskya athos gaat terug op Martens.